# Glenea malabarica
Glenea malabarica là một loài bọ cánh cứng trong họ Cerambycidae.